# 旧民居建筑
旧民居建筑，位于中国广东省广州市荔湾区南华西路、长寿西路鸿昌大街22号、宝源路8-34号、5-23号、多宝路201-221号，为广州市的一个市、县级文物保护单位，类型为古建筑，公布时间为1999年7月。
旧民居建筑的历史年代为清末—民初。